# Брезничоара (Мехединци)
Брезничоара (рум. Breznicioara) насеље је у Румунији у округу Мехединци у општини Стангачауа. Oпштина се налази на надморској висини од 175 m.

## Становништво
Према подацима из 2002. године у насељу је живело 113 становника, од којих су сви румунске националности.